# Sōichirō Hoshi
Sōichirō Hoshi (保志 総一朗 Hoshi Sōichirō?,  Aizuwakamatsu, Fukushima, Japón, 30 de mayo de 1972) es un actor de voz japonés, afiliado a Arts Vision. Utiliza el nombre de Aiba Takeshi (相庭 剛志 Takeshi Aiba?) cuando aparece en juegos para adultos. Algunos de sus papeles más conocidos son el de Kira Yamato en Mobile Suit Gundam SEED y Gundam SEED Destiny, Kazuki Fuuchouin en GetBackers, Son Goku en Saiyuki, Masaru Daimon en Digimon Savers y Kaoru Hanabishi en Ai Yori Aoshi. También le ha dado voz a Sanada Yukimura en la franquicia de videojuegos Sengoku Basara, Keiichi Maebara en Higurashi no Naku Koro ni, Kilik en Soulcalibur, y varios personajes en Harukanaru Toki no Naka de.
Ha sido premiado con el premio Anime Grand Prix de forma consecutiva en 2005 y 2006. En 2007, fue nominado a los premios Seiyū en la categoría de Mejor actor de reparto por su papel de Kira Yamato en Mobile Suit Gundam SEED.

## Filmografía

### Anime
1993
- Nintama Rantarō (Senzo Tachibana)

1996
- Case Closed (Tamanosuke Ito)

1998
- Ginga Hyōryū Vifam 13 (Roddy Shuffle)
- Lost Universe (Kain Blueriver)
- Steam Detectives (Narutaki)

1999
- Gokudō-kun Man'yūki (Issa)
- Mugen no Ryvius (Aiba Yuki)
- ToHeart (Masashi Sato)
- Jibaku-kun (John)

2000
- Argento Soma (Takuto Kaneshiro/Ryu Soma)
- Saiyuki (Son Goku)

2001
- Angelic Layer (Ohjiro Mihara)
- Croquette! (Rizotto)
- Haré+Guu (Seiichi Tachibana)
- Rave Master (Lucia Raregroove)
- s-CRY-ed (Kazuma)
- Tales of Eternia: The Animation (Keele Zeibel)
- The Prince of Tennis (Gakuto Mukahi)
- Tokyo Underground (Ginnosuke Isuzu)

2002
- Ai Yori Aoshi (Kaoru Hanabishi)
- GetBackers (Kazuki Fuuchouin)
- Mobile Suit Gundam Seed (Kira Yamato)
- Kikou Sennyo Rouran (Yamato Mikogami)
- Melody of Oblivion (Skyblue)
- Mirmo! (Kaoru Matsutake)
- Naruto (Yashamaru)
- Onegai Teacher (Kei Kusanagi)
- Piano: The Melody of a Young Girl's Heart (Takizawa)
- Samurai Deeper Kyo (Akira)

2003
- .hack//Legend of the Twilight (Reki)
- Ai Yori Aoshi Enishi (Kaoru Hanabishi)
- Beyblade G-Revolution (Brooklyn)
- Onegai Twins (Kei Kusanagi)
- Planetes (Kyutaro Hoshino)
- Pluster World (Mashanta)

2004
- Gun X Sword (Michael Garret)
- Gundam Seed Destiny (Kira Yamato)
- Harukanaru Toki no Naka de ~Hachiyou syo~ (Eisen)
- Meine Liebe (Camus)
- Tactics (Sugino)
- Tenjho Tenge (Souichiro Nagi)

2005
- Battle B-Daman (Akyuras)
- Black Jack (Runan)
- Kaiketsu Zorori (Arthur)
- Law of Ueki (Seiichirou Sano)
- Märchen Awakens Romance (Alviss)
- Suki na Mono wa Suki Dakara Shōganai! (Sunao Fujimori, Ran)
- Xenosaga THE ANIMATION (chaos)

2006
- Digimon Data Squad (Masaru Daimon)
- Higurashi no Naku Koro ni (Keiichi Maebara)
- Kirarin Revolution (Seiji Hiwatari)
- Princess Princess (Akira Sakamoto)

2007
- Bakugan:Battle Brawlers (Masquerade)
- Bokurano (Masaru Kodaka)
- Ghost Hound (Makoto Ōgami)
- Higurashi no Naku Koro Ni Kai (Keiichi Maebara)
- Shining Tears X Wind (Souma Akizuki , Zero)

2008
- Code Geass: Lelouch of the Rebellion R2 (Gino Weinberg)
- Macross Frontier (Brera Sterne)
- Tytania (Bal'ami Tytania)
- Vampire Knight (Senri Shiki)
- Vampire Knight Guilty (Senri Shiki)

2009
- Sengoku Basara (Sanada Yukimura)
- Phantom~Requiem for the Phantom~ (Tooru Shiga)
- Saint Seiya: The Lost Canvas (Cait Sith Cheshire)
- Sora no Otoshimono (Tomoki Sakurai)

2010
- Uragiri wa Boku no Namae wo Shitteiru (Yuki Sakurai/Gioh)
- Nurarihyon no Mago {Mezumaru}
- Sengoku Basara 2' {Sanada Yukimura}
- Sora no Otoshimono: Forte (Tomoki Sakurai)

2012
- Btooom! (Tetsuo Wakamoto)
- Chūnibyō Demo Koi ga Shitai! (Makoto Isshiki)
- Kuroko no Basket (Yukio Kasamatsu)
- Senki Zesshō Symphogear (Shinji Ogawa)

2013
- Karneval (Karoku)

2014
- Mekakucity Actors (Seto Kousuke)

2015
- One Punch-Man (Max)

2016
- Nanbaka (Samon Gokū)

2017
- Tsurezure Children (Tomomichi Motoyama, ep 6)

2018
- Gin No Guardian (Randengyoku)
- Zoku Touken Ranbu: Hanamaru (Kogarasumaru)
- Idolish7 (Momose Sunohara)
- Persona 5: The Animation (Goro Akechi)

2020
- Higurashi no Naku Koro ni Gou (Keiichi Maebara)

2021
- My Hero Academia (Hermano de All For One)
- Higurashi no Naku Koro ni Sotsu (Keiichi Maebara)

### OVA
- .hack//Liminality (Masaya Makino)
- My-Otome 0~S.ifr~ (Shiro)
- Higurashi no Naku Koro ni Rei/Kira/Kaku Outbreak (Keiichi Maebara)
- Harukanaru Toki no Naka de 1 ~Ajisai Yumegatari~ Eisen
- Harukanaru Toki no Naka de 2 ~Shiroki Ryuu no Miko~ Minamoto no Motomi
- Harukanaru Toki no Naka de 3 ~Kurenai no Tsuki~ Taira no Atsumori

### Películas
- Babar, King of Elephants (Arthur)
- Crayon Shin-chan Adventure in Hender Land (Gōman)
- Doraemon Nobita no Taiyouou Densetsu (Kakao)
- Kara no Kyoukai: 2-Murder Speculation (Part 1) (Lio Shirazumi)
- Naruto Shippūden 3: Inheritors of the Will of Fire (Hiruko)
- Kara no Kyoukai: 7-Murder Speculation (Part 2) (Lio Shirazumi)
- Perfect Blue (Green)
- Sora no Otoshimono:Gekijō-ban Sora no Otoshimono Tokei-jikake no Angeloid como (Sakurai Tomoki)

### Videojuegos
- Arlin (Atelier Iris: Eternal Mana 2004)
- Atsumori Taira no (Harukanaru Toki no Naka de 3 2004-)
- Butz Klauser (Dissidia: Final Fantasy 2008 Dissidia 012 Final Fantasy 2011)
- Calintz (Magna Carta 2004-05)
- Camus (Meine Liebe 2004, 2006)
- Canard Pars (Gundam SEED Astray 2005)
- Carrol Martel (Apocripha/0 2001)
- chaos (Yeshua) (Xenosaga series 2002, 2004, 2006)
- Copain (SKYGUNNER 2001)
- Eisen (Harukanaru Toki no Naka de 2000-)
- Enrique (Skies of Arcadia 2000)
- Erich Jaeger (Ace Combat 3: Electrosphere 1999)
- Fayt Leingod (Star Ocean: Till the End of Time 2003)
- Itsuki Tachibana (Fatal Frame II: Crimson Butterfly 2003)
- Keele Zeibel (Tales of Eternia )
- Kilik (Soulcalibur 1999 Soulcalibur II 2003 Soulcalibur III 2005)
- Masashi Sato (ToHeart )
- Motomi Minamotono (Harukanaru Toki no Naka de 2 2001-)
- Natsuki Kariya (Gunparade March)
- Rage (Shining Blade 2012)
- Raphael (Romancing SaGa -Minstrel Song- 2005)
- Ryu (Super Puzzle Fighter II Turbo 1996)
- Takeru Shirogane (Muv-Luv 2003)
- Takeru Shirogane (Muv-Luv Alternative 2006)
- Shounen (Ever17)
- Souma Akizuki (Shining Wind)
- Sunao Fujimori (Suki na Mono wa Suki Dakara Shōganai!)
- Takeshi Kuranari (Ever17)
- Tendou Jin (*Tokimeki Memorial Girl's Side 1st Love)
- Tomoe Shirosaki (Hanayoi Romanesque~ Ai to Kanashimi 2008)
- Vandolf (Shining Force Neo 2005)
- Xion (Shining Tears 2004)
- Sanada Yukimura (Sengoku Basara 2005) (Scorpio in Devil Kings)
- Momose Sunohara (Idolish7 2015)
- Goro Akechi (Persona 5 2016)

### Drama CD
- Akira (Samurai Deeper Kyo)
- Akira Shiraishi (Ai wo Utau yori Ore ni Oborero; Blaue Rosen)
- Ashiru (Ruri No Kaze Ni Hana Ha Nagareru 2009)
- Chrome Takagi (Chrome Breaker 2007-)
- Daisuke Niwa (D.N.Angel WINK series )
- Hikaru Hitachiin (Ouran High School Host Club 2003-05)
- Hiroya Fujimoto (Yatteraneeze! 1996)
- Haru Yukima (7 Seeds 2003)
- Ichinose Katsuya (BALETTSTAR)
- Ikuto Touhouin (Nagasarete Airantou)
- Joshua Christopher (Chrono Crusade 2001)
- Jun Ichinomiya (Cafe Kichijoji de 1999-)
- Jun Yamamoto (Special A)
- Kanata Izumo (Snow)
- Keiichi Maebara (Higurashi no Naku Koro ni 2005-)
- Senri Shiki (Vampire Knight)
- Soul Eater Evans (Soul Eater)
- Sunao Fujimori (Suki na Mono wa Suki Dakara Shōganai!)
- Tomoe Shirosaki (Hanayoi Romanesque 2006)
- Miki Uegaito (Stray Love Hearts 2009)
- Yuki Sakurai/Giou (Uragiri wa Boku no Namae wo Shitteiru 2007)

### Doblaje
- Power Rangers en el espacio (Andros (Christopher Khayman Lee))
- Power Rangers Lost Galaxy (Andros (Christopher Khayman Lee))
- Thomas and the Magic Railroad (Patch)
- Ben 10: Alien Force (Ben Tennyson)
- Ben 10: Ultimate Alien (Ben Tennyson)
- Ben 10: Omniverse (Ben Tennyson)

### Tokusatsu
- Engine Sentai Go-onger (Engine Birca)
- Samurai Sentai Shinkenger (Marigomori)